# تيقون عولم
تيقون عولَم ((بالعبرية: תיקון עולם or תקון עולם‏)) مفوم يهودي يعني حرفيا "إتقان العالم" أي "إصلاح العالم" من خلال العمل الاجتماعي والسعي لتحقيق العدالة الاجتماعية. وتبني مفهوم المسؤولية المشتركة للبشرية من أجل شفاء وإصلاح وتغيير العالم.
نشأ مفهوم تيقون عولَم في وقت مبكر من الفترة الحَخَميّة، ثم اكتسب مفاهيم ومعاني جديدة للقبّالة خلال فترة العصور الوسطى و في اليهودية المعاصرة.

## مزيد من القراءة
- Sarah Breger (مايو–يونيو 2010). "How Tikkun Olam Got Its Groove". Moment. مؤرشف من الأصل في 2019-05-30.
- Sanford L. Drob (2001). "Tikkun ha-Olam: The Restoration of the World". The New Kabbalah. مؤرشف من الأصل في 2019-05-24.
- Jill Jacobs (يونيو 2007). "The History of "Tikkun Olam"". Zeek: A Jewish Journal of Thought and Culture. مؤرشف من الأصل في 2019-05-23.